# Waleri Wiktorowitsch Stoljarow
Waleri Wiktorowitsch Stoljarow (russisch Валерий Викторович Столяров; * 18. Januar 1971 in Gruzino, Oblast Leningrad, Sowjetunion) ist ein ehemaliger russischer Nordischer Kombinierer. Seine größten Erfolge waren der Gewinn der Bronzemedaille bei den Olympischen Winterspielen 1998 sowie im Team bei den Weltmeisterschaften 1999.

## Werdegang
Stoljarow, der für MS St. Petersburg startete, gab sein internationales Debüt bei den Nordischen Junioren-Skiweltmeisterschaften 1991 in Reit im Winkl, wo er die Bronzemedaille beim Teamwettbewerb gewinnen konnte. Im Dezember startete er dann erstmals im Weltcup, erreichte mit dem 53. Platz in Štrbské Pleso aber nicht die Punkteränge. Nach mehreren weiteren erfolglosen Versuchen konnte er erst im Dezember 1993 in Saalfelden seine ersten Weltcup-Punkte holen. Schließlich beendete er den Weltcup der Nordischen Kombination 1993/94 auf dem 35. Platz.
In den darauffolgenden Jahren nahm Stoljarow vorrangig an Wettbewerben des B-Weltcups teil, wo er am 10. Februar 1996 in Schonach seine erste Podiumsplatzierung erreichen konnte. Im Dezember 1996 gelang ihm in Rovaniemi sein erster Sieg im B-Weltcup. Aufgrund seiner guten Leistungen wurde er kurze Zeit später wieder in den Nationalkader für den Weltcup aufgenommen. Mit einigen Platzierungen unter den besten Zehn konnte er sich zum Saisonende auf dem neunten Platz in der Gesamtweltcupwertung einreihen.
Im Februar 1988 nahm Stoljarow an den Olympischen Winterspielen in Nagano teil. Beim Gundersen-Wettkampf belegte er mit Sprüngen auf 92,5 und 89,5 Metern vorläufig den zweiten Platz von der Normalschanze. Nachdem er sich auch über 15 km Langlauf in hervorragender Verfassung präsentierte, gewann er vollkommen überraschend die Bronzemedaille hinter Bjarte Engen Vik und Samppa Lajunen.
Bei den Weltmeisterschaften 1999 in Ramsau belegte er im Teamwettbewerb den dritten Platz. Im Anschluss daran konnte Stoljarow nicht mehr an seine Top-Leistungen anknüpfen und trat meist nur noch im zweitklassigen B-Weltcup an. Dennoch nahm er 2001 bei den Weltmeisterschaften in Lahti teil, wo er sich jedoch nur auf den hinteren Rängen wiederfand. Er beendete seine Karriere nach der Saison 2001/02.
Nach seinem Karriereende eröffnete Stoljarow ein Sportwarengeschäft in St. Petersburg. Er ist verheiratet und hat eine Tochter.

## Erfolge

### B-Weltcup-Siege im Einzel
| Nr. | Datum             | Ort       | Disziplin             |
| --- | ----------------- | --------- | --------------------- |
| 1.  | 18. Dezember 1996 | Rovaniemi | Gundersen Großschanze |

### B-Weltcup-Siege im Team
| Nr. | Datum          | Ort         | Disziplin             |
| --- | -------------- | ----------- | --------------------- |
| 1.  | 5. Januar 2002 | Klingenthal | Massenstart Staffel 1 |

## Statistik

### Platzierungen bei Olympischen Winterspielen
| Jahr und Ort     | Wettbewerb   | Wettbewerb |
| Jahr und Ort     | Gundersen NH | Team       |
| ---------------- | ------------ | ---------- |
| 1992 Albertville | 33.          | 11.        |
| 1994 Lillehammer | 43.          | 12.        |
| 1998 Nagano      | 03.          | 09.        |

### Platzierungen bei Weltmeisterschaften
| Jahr und Ort   | Wettbewerb   | Wettbewerb | Wettbewerb |
| Jahr und Ort   | Gundersen NH | Sprint     | Team       |
| -------------- | ------------ | ---------- | ---------- |
| 1997 Trondheim | 28.          | –          | 10.        |
| 1999 Ramsau    | 17.          | 30.        | 03.        |
| 2001 Lahti     | 34.          | 38.        | 06.        |

### Weltcup-Platzierungen
| Saison  | Platz | Punkte |
| ------- | ----- | ------ |
| 1993/94 | 35.   | 101    |
| 1996/97 | 09.   | 507    |
| 1997/98 | 45.   | 197    |
| 1999/00 | 46.   | 201    |

### B-Weltcup-Platzierungen
| Saison  | Platz | Punkte |
| ------- | ----- | ------ |
| 1994/95 | 71.   | 006    |
| 1995/96 | 19.   | 064    |
| 1998/99 | 17.   | 113    |
| 2000/01 | 38.   | 054    |
| 2001/02 | 38.   | 047    |